# Société française de musicologie
 (mai 2025).
Si vous disposez d'ouvrages ou d'articles de référence ou si vous connaissez des sites web de qualité traitant du thème abordé ici, merci de compléter l'article en donnant les références utiles à sa vérifiabilité et en les liant à la section « Notes et références ».
La Société française de musicologie, fondée en 1917, est une société savante dédiée à l’étude de la musique selon les méthodes de la musicologie. Son champ d’étude couvre tout phénomène musical sans restrictions d’époques, de civilisations et d’esthétiques. Elle réunit diverses approches disciplinaires et méthodologiques. Elle publie depuis cent ans une revue scientifique, des ouvrages d’érudition et elle organise régulièrement des colloques et des journées d’étude.

## Historique
La Première Guerre mondiale eut de profondes répercussions sur la vie artistique européenne mais aussi académique. Dès 1914, la Société internationale de musique, fondée en 1898, fut dissoute, et avec elle les différentes sections nationale qui la composaient. Cette société savante était l’organe fédérateur de la discipline, née dans le dernier tiers du XIXe siècle et alors en plein développement institutionnel. 
La Société française de musicologie a été constituée à Paris le 17 mars 1917 par un groupement de musicologues appartenant à l’ancienne « section française » de la Société internationale de musique. Le premier bureau désigné par le conseil d'administration était composé des musicologues Lionel de La Laurencie (Président), Jacques-Gabriel Prod’homme (secrétaire général), Henri Quittard, également compositeur et archiviste de l’Opéra (Secrétaire adjoint), du compositeur et critique musical Élie Poirée (Vice-président) et du facteur d’orgues Charles Mutin (Trésorier).
Selon ses premiers statuts, la Société française de musicologie avait pour but « l’étude des questions relatives à l’Histoire de la Musique, à l’Esthétique et à la Théorie musicales ». Ses moyens d’action étaient la publication d’un bulletin, « de documents, textes musicaux, mémoires ou études de musicologie ». Elle se composait de membres actifs de nationalité française et de membres correspondants. 
Dans le premier Bulletin de la Société française de musicologie (1917), il est indiqué que « les questions relatives à l’Histoire de la Musique et des Musiciens, à l’Esthétique et à la Théorie musicales, à la construction des instruments ont pris en France une grande extension et ont sollicité de plus en plus, l’attention des érudits ». Cette adresse aux lecteurs souligne que l’enseignement de l’histoire de la musique devrait avoir la même place que celui de l’histoire de l’art pour contribuer à l’histoire générale.
Le 20 février 1931, la Société française de musicologie est reconnue d'utilité publique.

## Activités
La Société française de musicologie consacre son activité à la discipline considérée comme un ensemble d’approches, de méthodes et d’objets : acoustique, analyse, esthétique, ethnomusicologie, études de genre, études postcoloniales, histoire culturelle, histoire de la musique, iconographie, informatique musicale, organologie, performance studies, sociologie de la musique, théorie, etc. Elle encourage les travaux sur toutes les époques et la confrontation des approches les plus diverses. 

### Revue de musicologie
De 1917 à 1921, la Société française de musicologie publie régulièrement le Bulletin de la société française de musicologie, comportant les comptes rendus des séances, de courts articles et des informations bibliographiques. En 1922, désireuse d’atteindre un large public et d’ "intéresser, en dehors de ses membres mêmes, tous ceux qui se préoccupent des questions de son ressort", elle modifie son titre qui devient Revue de musicologie. Elle est aujourd’hui animée par un comité de rédaction et un comité de lecture placés sous la responsabilité du rédacteur en chef.

### Les publications
Les publications de la Société française de musicologie sont gérées par un comité chargé de sélectionner, expertiser et préparer les ouvrages publiés sous sa responsabilité, sont divisées en trois séries : I. Etudes, II. Musique, III. Catalogues et Documents. Depuis 2013, la Société française de musicologie assure la publication de l’édition de la Critique musicale de Berlioz. 

### Journées d’étude
Des journées d'études sur des thèmes variés, dont les comptes rendus ou les actes ont parfois été publiés dans la Revue de musicologie ou ailleurs,  sont régulièrement organisées par la société depuis 1971   

### Colloques
La Société française de musicologie organise ou co-organise avec d’autres institutions française ou étrangères des colloques dont certains actes ont été publiés.

### Présidents
- 2024- : Yves Balmer
- 2018-2024 : Achille Davy-Rigaux
- 2015-2018 : Guy Gosselin
- 2011- 2015 : Florence Gétreau
- 2008-2011 : Denis Herlin
- 2005-2008 : Catherine Massip
- 2000-2005 : Paul Prevost
- 1994-2000 : Jean Gribenski
- 1990-1994 : Marie-Noël Colette
- 1987-1990 : François Lesure
- 1982-1987 : Nicole Sevestre
- 1979-1982 : Yves Gérard
- 1976-1979 : Marc Honegger
- 1973-1976 : Nanie Bridgman
- 1970-1973 : François Lesure
- 1967-1970 : Geneviève Thibault de Chambure
- 1958-1967 : André Schaeffner
- 1955-1958 : Norbert Dufourcq
- 1947-1955 : Marc Pincherle
- 1944-1947 : Paul-Marie Masson
- 1944 : Jacques-Gabriel Prod’homme
- 1936-1943 : Léon Vallas
- 1933-1936 : Amédée Gastoué
- 1931-1933 : Lionel de La Laurencie
- 1929-1931 : Georges de Saint-Foix
- 1928 : Théodore Reinach
- 1927 : Julien Tiersot
- 1923- 1925 : Georges de Saint-Foix
- 1920-1923 : Julien Tiersot
- 1917-1920 : Lionel de La Laurencie